# Asnières-sur-Blour
Asnières-sur-Blour – miejscowość i gmina we Francji, w regionie Nowa Akwitania, w departamencie Vienne.
Według danych na rok 1990 gminę zamieszkiwało 225 osób, a gęstość zaludnienia wynosiła 7 osób/km² (wśród 1467 gmin regionu Poitou-Charentes Asnières-sur-Blour plasuje się na 775. miejscu pod względem liczby ludności, natomiast pod względem powierzchni na miejscu 142.).